# Embarazo masculino

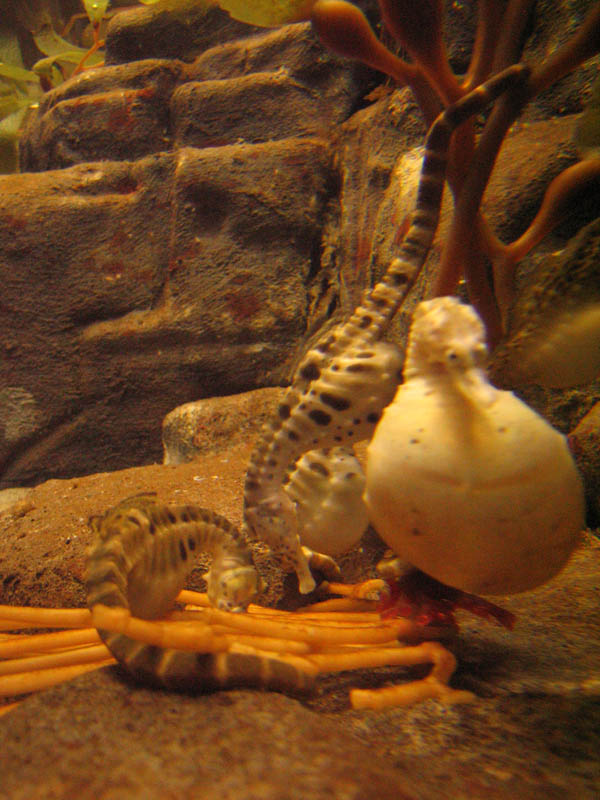
Caballito de mar macho embarazado

El embarazo masculino es la incubación de uno o más embriones o fetos por organismos del sexo masculino en algunas especies. La mayoría de las especies que se reproducen mediante reproducción sexual son heterógamas: las hembras producen gametos más grandes (óvulos) y los machos producen gametos más pequeños (espermatozoides). En casi todas las especies animales, las crías son llevadas por la hembra hasta el nacimiento, pero en los peces de la familia Syngnathidae (peces pipa, caballitos de mar y el dragón de mar frondoso), los machos realizan esa función.

## En animales

### Familia Syngnathidae
La familia de peces Syngnathidae tiene la característica única de una forma altamente derivada de cuidado de la cría masculina conocida como "embarazo masculino". La familia es muy diversa y contiene alrededor de 300 especies diferentes de peces. Entre los Syngnathidae se incluyen los caballitos de mar, los peces pipa y los dragones de mar frondosos y de maleza. Los machos de algunas de estas especies poseen una bolsa de cría en el tronco o la cola; en otras especies, los huevos simplemente están adheridos al tronco o la cola del macho cuando la hembra los pone. Aunque las definiciones de embarazo de los biólogos difieren un poco, los ictiólogos consideran que todos los miembros de la familia muestran embarazo masculino, incluso aquellos que no tienen bolsa de cría externa.
La fertilización puede tener lugar en la bolsa o en el agua antes de la implantación, pero en cualquier caso, el embarazo masculino de los signátidos les asegura una confianza total en la paternidad. Después de la implantación en o sobre la bolsa o parche de cría, el macho incuba los huevos. Muchas especies osmorregulan el líquido de la bolsa de cría para mantener el pH adecuado para los embriones en desarrollo. En al menos algunas especies, el macho también proporciona a sus crías nutrientes como glucosa y aminoácidos a través de sitios de unión altamente vascularizados en su interior o exterior.
Este período de incubación puede durar mucho más que la producción de otra nidada de huevos por parte de la hembra, especialmente en regiones templadas donde los embarazos duran más tiempo, lo que conduce a un entorno reproductivo en el que la selección sexual puede ser más fuerte en las hembras que en los machos debido a una mayor inversión parental masculina. Esta inversión de los roles sexuales tradicionales sólo se ha encontrado en peces pipa, mientras que los caballitos de mar han sido aceptados en gran medida como monógamos. Algunas especies de peces pipa muestran poliandria clásica debido a esta situación única. Los signátidos machos suelen preferir hembras con cuerpo de gran tamaño y adornos prominentes como pigmentación azul en la piel o pliegues cutáneos. Los machos singnátidos de algunas especies son aparentemente capaces de absorber huevos o embriones mientras están en la bolsa de cría. En estos casos, los embriones con mayor tasa de supervivencia son aquellos cuyas madres muestran el fenotipo preferido.
Syngnathidae es la única familia del reino animal a la que se ha aplicado el término "preñez masculina".

### Otros animales
En 2021, investigadores chinos de la Universidad Médica Naval de Shanghái publicaron una preimpresión de un estudio que intentó fecundar ratas macho mediante parabiosis con ratas hembras. Cada rata macho fue castrada, unida quirúrgicamente a una hembra y se le entregó un útero trasplantado. Luego, los investigadores implantaron embriones en el útero de los parabiontes masculinos y femeninos. Los embarazos se permitían desarrollarse hasta dos días antes de la llegada al fin de término y se interrumpían mediante cesárea. Los investigadores estudiaron 46 de estas parejas parabióticas. En más de la mitad de las parejas, ni el macho ni la hembra quedaron embarazados con embriones normales; en aproximadamente un tercio de las parejas, sólo la hembra quedó embarazada; y en seis parejas, tanto la hembra como el macho quedaron embarazados. No hubo pares en los que sólo la rata parabionte macho quedara embarazada. El estudio atrajo mucha atención y controversia; algunos investigadores cuestionaron la utilidad de dicha investigación y otros plantearon cuestiones de bioética.
En 2023, unos científicos japoneses utilizaron células de la piel de dos ratones machos para crear óvulos y engendraron una camada de siete crías. Los óvulos fueron implantados en ratones hembras sustitutas. La desventaja actual es que la tasa de éxito es del 1% (nacieron 7 ratones de 630 intentos). Este hito en la biología reproductiva fue publicado en Nature y debería abrir más posibilidades reproductivas en el futuro. El equipo estuvo dirigido por el biólogo de desarrollo Katsuhiko Hayashi de las universidades de Osaka y Kyushu.

## En los humanos

### Implante ectópico
Los machos de los mamíferos, incluidos los humanos, no poseen útero para gestar crías. La cuestión teórica del embarazo ectópico masculino (embarazo fuera de la cavidad uterina) mediante implantación quirúrgica ha sido abordada por expertos en el campo de la medicina de la fertilidad, quienes destacan que el concepto de implantación ectópica, aunque teóricamente plausible, nunca se ha intentado y sería difícil de justificar, incluso para una mujer que carece de útero, debido a los riesgos extremos para la salud tanto del padre como del niño.
Robert Winston, pionero de la fertilización in vitro, dijo al Sunday Times de Londres que "el embarazo masculino sería ciertamente posible" implantando un embrión en el abdomen de un hombre (con la placenta adherida a un órgano interno como el intestino) y extrayéndolo posteriormente quirúrgicamente. Sin embargo, la implantación ectópica del embrión a lo largo de la pared abdominal y el consiguiente crecimiento de la placenta serían muy peligrosos y potencialmente fatales para el huésped, por lo que es poco probable que se estudien en humanos.  Gillian Lockwood, directora médica de Midland Fertility Services, una clínica de fertilidad británica, señaló que el abdomen no ha evolucionado para separarse de la placenta durante el parto, de ahí el peligro de un embarazo ectópico. El bioeticista Glenn McGee dijo que "la cuestión no es '¿Puede un hombre hacerlo?', sino 'Si un hombre logra tener un embarazo ectópico exitoso, ¿puede sobrevivir?'
Desde el año 2000, han aparecido en Internet varios sitios web falsos que supuestamente describen al primer hombre embarazado del mundo. Si bien algunos se basan en afirmaciones científicas legítimas, nunca se ha informado de un experimento de ese tipo. El clínico especializado en fertilidad Cecil Jacobson afirmó haber trasplantado un óvulo fertilizado de un babuino hembra al epiplón de la cavidad abdominal de un babuino macho a mediados de la década de 1960, que luego llevó el feto durante cuatro meses; sin embargo, Jacobson no publicó sus afirmaciones en una revista científica y posteriormente fue condenado por varios cargos no relacionados de fraude por mala conducta ética.

### Trasplante de útero
El trasplante de útero en el cuerpo de un hombre plantea un desafío debido a la falta de ligamentos naturales, vasculatura y hormonas necesarias para sostener el útero. El útero tendría que ser donado por un donante voluntario o ser diseñado mediante ingeniería tisular utilizando células madre del hombre y luego implantado en la región pélvica. Posteriormente se realizaría un procedimiento de fecundación in vitro (FIV) para insertar el embrión en el útero trasplantado del varón.
En 1931, Lili Elbe (una mujer trans identificada como varón al nacer) se sometió a un trasplante de útero en un intento de lograr el embarazo, pero murió por complicaciones posteriores al procedimiento.

## En la cultura popular

### Literatura
En la novela Una historia verdadera de Luciano de Samosata del siglo II, no hay mujeres en la luna y, como tal, los niños menores de 25 años son considerados esposas que llevan hijos en sus pantorrillas. Algunos escritores de ciencia ficción modernos han retomado el concepto del embarazo masculino de diversas maneras.
La novela La mano izquierda de la oscuridad de Úrsula K. Le Guin contiene la frase "El rey estaba embarazado", y explora una sociedad en la que el embarazo puede ser experimentado por cualquiera, ya que los individuos no están diferenciados sexualmente durante la mayor parte de su vida y pueden llegar a ser capaces de inseminar o gestar en diferentes momentos.
Ethan de Athos, de Lois McMaster Bujold, presenta una sociedad exclusivamente masculina en la que los hombres utilizan úteros artificiales, pero experimentan muchos de los efectos psicológicos del embarazo (anticipación, ansiedad, etc.).
En la novela utópica feminista de Marge Piercy, La mujer al borde del tiempo, ni los hombres ni las mujeres quedan embarazados, y eso queda en manos de úteros artificiales, pero ambos sexos pueden lactar y amamantar al bebé; las experiencias específicamente femeninas del embarazo y la lactancia se abrieron a los hombres en pos de la igualdad de género.
El ensayo de Larry Niven de 1969 "Man of Steel, Woman of Kleenex" termina considerando a Supermán como un portador de su propio bebé, debido a las dificultades que una mujer humana podría encontrar al llevar un feto con superpoderes.

### Cine
El concepto de embarazo masculino ha sido tema de películas populares, generalmente como un recurso cómico.
La película de comedia de 1978 Rabbit Test está protagonizada por Billy Crystal como un joven que inexplicablemente queda embarazado en lugar de su pareja sexual femenina.
La comedia dramática televisiva de la BBC de 1990 Frankenstein's Baby presenta a la Dra. Eva Frankenstein ayudando a un paciente masculino a convertirse en el "primer" hombre embarazado del mundo.
La comedia dramática de ciencia ficción de 1994 Junior está protagonizada por Arnold Schwarzenegger como un investigador de fertilidad que experimenta consigo mismo; el guion se inspiró en un artículo de 1985 en la revista Omni.
La comedia romántica de 2015 Paternity Leave explora el concepto de una pareja gay sorprendida con un embarazo milagroso en un largometraje.
La película Mamaboy de 2017 está protagonizada por Sean O'Donnell como un adolescente que decide someterse a un procedimiento experimental que le permite llevar a término el embarazo del bebé de su novia.
En 2019, como comentario social sobre el tema del aborto, The Blacklist tuvo un episodio en el que hombres antiabortistas fueron secuestrados y obligados a quedar embarazados. Uno se mantuvo fiel a su creencia y dio a luz, mientras que el otro se volvió hipócrita y buscó abortar a pesar de que era ilegal en su estado.
El terror rara vez profundiza en el embarazo masculino. Existen apariciones menores en la conocida serie Alien, en la que aparece el primer revientapechos, como resultado de que el organismo anfitrión utiliza cuerpos humanos para gestar a sus crías. Aunque este concepto se repite y se parodia ampliamente, el origen es tanto de ciencia ficción como de terror. En la película antológica de 2019 The Mortuary Collection, un hermano de fraternidad depredador llamado Jake tiene sexo con una mujer, usando el sigilo para engañarla para que tenga sexo con él sin condón. Como resultado, su cría crece dentro de él rápidamente en el transcurso de un día, lo que resulta en su muerte sangrienta cuando la criatura emerge. En 2020, la película de terror Amulet retrata a un soldado que regresa de la guerra para vivir en una casa claustrofóbica con una mujer y su madre, y una presencia oscura que también puede estar acechando allí. Al igual que en la película anterior, el embarazo masculino sirve como una especie de castigo por los pecados del hombre.

### Televisión
El concepto también aparece con frecuencia como broma cómica en numerosos programas de televisión.
En un episodio de 1981 de la serie canadiense de comedia de sketches Bizarre, el temerario personaje residente del programa, Super Dave Osborne (Bob Einstein), realiza, como una de sus muchas acrobacias, cargando y dando a luz a un bebé.
En la serie de comedia de ciencia ficción de la BBC Red Dwarf, el personaje principal Dave Lister, queda embarazado después de tener relaciones sexuales con una versión femenina de sí mismo en un universo alternativo.
En un episodio de Sliders, el cuarteto se "desliza" hacia un mundo alternativo en el que los bebés se desarrollan durante sus últimos meses en el padre porque una enfermedad mundial ha impedido que las mujeres puedan tener hijos más allá del primer trimestre.
En la quinta temporada de la popular serie de fantasía Charmed, durante un hechizo de sueño que sale mal, Leo termina embarazado del bebé de Piper durante gran parte del episodio, lo que lleva a ella a referirse a él como una "incubadora" y, a veces, a regañarlo por "alterar al bebé".
La posibilidad de que la vida extraterrestre tenga una sexualidad reproductiva diferente es la base de muchas referencias. En el episodio "Unexpected" de Star Trek: Enterprise, Trip Tucker queda embarazado de la cría de una hembra de otra especie. En el videojuego Los Sims 2, los personajes masculinos pueden quedar embarazados mediante códigos de trucos o abducción extraterrestre. En el programa American Dad! en el episodio "Deacon Stan, Jesus Man", el niño Steve queda embarazado después de darle respiración boca a boca al extraterrestre Roger, para luego, sin saberlo, transmitirle la enfermedad a su novia a través de un beso. En la serie animada Futurama, la extraterrestre Kif puede quedar embarazado con solo tocarle. En Doctor Who (serie 11), un episodio presenta a un hombre extraterrestre entrando en labor de parto. En la miniserie del canal SciFi, Farscape: The Peacekeeper Wars, el extraterrestre Rygel queda embarazado del bebé humano de John y Aeryn. En la serie Alien Nation, cuando el personaje principal tectonés, George Francisco, y su esposa Susan deciden tener un tercer hijo, se revela que, para concebir, una pareja tectona necesita un tercero, llamado binnaum, para completar la impregnación, y que el hombre lleva al bebé, encerrado en una cápsula, durante los últimos meses de gestación. En la serie animada Los Padrinos Mágicos, en la película para televisión Fairly OddBaby, el hada Cosmo estaba embarazado del bebé Poof. Además, el cuento de Robert Sheckley de 1989 Love Song From the Stars también contiene este elemento. En My Friends from Afar, una serie dramática de ciencia ficción de Singapur, Xiang Lin queda embarazado para su sorpresa al besar a Tianning y su embarazo proporciona una trama en curso en la segunda mitad de la serie. Sin embargo, después de dar a luz, resulta que su especie da a luz huevos, de los cuales eclosiona, después de un tiempo, un niño que parece tener aproximadamente cuatro años.
En el episodio de Bluey "Dad Baby", Bandit Heeler le muestra a Bluey y Bingo cómo usar un portabebés y finge estar embarazado y dando a luz.
La serie de manga He's Expecting se desarrolla en un futuro donde los hombres de repente pueden quedar embarazados, aunque solo hay un 10% de posibilidades de que suceda. La serie explora los prejuicios que experimentan hombres y mujeres en el lugar de trabajo y los esfuerzos del personaje principal por cambiar la opinión pública una vez que él mismo queda embarazado. Posteriormente fue adaptada a una serie de televisión con el mismo nombre.

### Otros
Virgil Wong, un artista de performance, creó un sitio web falso que presenta un embarazo masculino ficticio, y afirma detallar el embarazo de su amigo Lee Mingwei.
El embarazo masculino también se explora comúnmente en el hentai, el subgénero de ficción erótica especulativa conocido como Omegaverse, y la ficción de fanes slash (homosexual), generalmente basada en series de fantasía como Supernatural, Harry Potter y series de videojuegos como Sonic the Hedgehog.
En 2021, Unicode aprobó los emojis de "hombre embarazado" y "persona embarazada" en la versión 14.0, y los agregó a Emoji 14.0. Sin embargo, esto generó cierta controversia, ya que algunos lo consideraron "absurdo".